# Ємелін Василь Володимирович
Василь Володимирович Ємелін, рос. Василий Владимирович Емелин (нар. 1 лютого 1976) – російський шахіст, гросмейстер від 1994 року.

## Шахова кар'єра
В першій половині 90-х років належав до числа провідних світових юніорів. Двічі здобував срібну нагороду на чемпіонаті світу серед юніорів (1990 року в категорії до 14 років, 1993 - до 18). У 1994 i 1998 роках захищав кольори збірної Росії на шахових олімпіадах, на першій з них здобув бронзову медаль. У 1993 i 2002 роках перемагав на чемпіонаті Санкт-Петербурга. 1994 поділив 3-є місце, а 2002 – 2-е місце на індивідуальному чемпіонаті Росії.
Неодноразово брав участь у міжнародних змаганнях, серед успіхів можна відзначити:
- Будапешт (1994, турнір First Saturday FS02 GM, посів 1-е місце),
- Ювяскюля (1999, поділив 2-е місце за Віктором Гавриковим),
- Гамбург (1999, турнір Wichern Open, посів 1-е місце, а також 2000, поділив 1-е місце разом з Володимиром Георгієвим, Доріаном Рогозенком, Іваном Фараґо, Йонні Гектором i Зігурдсом Ланкою),
- Таллінн (2000, меморіал Пауля Кереса, посів 1-е місце),
- Рієка (2001, посів 1-е місце),
- Абу-Дабі (2003, поділив 2-е місце за Габріелем Саркісяном, разом з Смбатом Лпутяном, Пенталою Харікрішною i Павлом Коцуром)[3],
- Москва (2007, поділив 1-е місце разом з Євгеном Наєром),
- Каппель-ла-Гранд (2007, поділив 1-е місце разом з Давидом Арутюняном, Ванґ Юе, Вугаром Гашимовим, Юрієм Дроздовським i Євгеном Мірошниченком),
- Таллінн (2008, меморіал Пауля Кереса, посів 1-е місце).

Найвищий рейтинг Ело дотепер мав станом на 1 липня 2011 року, досягнувши 2592 пунктів посідав тоді 35-е місце серед російських шахістів.

## Зміни рейтингу
| На цьому місці має відображатися графік чи діаграма, однак з технічних причин його відображення наразі вимкнено. Будь ласка, не видаляйте код, який викликає це повідомлення. Розробники вже працюють для того, щоби відновити штатне функціонування цього графіка або діаграми. | |
| | На цьому місці має відображатися графік чи діаграма, однак з технічних причин його відображення наразі вимкнено. Будь ласка, не видаляйте код, який викликає це повідомлення. Розробники вже працюють для того, щоби відновити штатне функціонування цього графіка або діаграми. |